# John Braine
John Gerard Braine (n. 13 aprilie 1922 – d. 28 octombrie 1986) a fost un prozator englez, reprezentant al tinerior furioși.

## Opera
- 1957: Drumul spre înalta societate (roman) (Room at the Top);
- 1962: Viața în înalta societate (roman) (Life at the Top);
- 1968: Joc șarlatanesc ("The Crying Game");
- 1970: Stai cu mine până dimineața ("Stay with Me Till Morning");
- 1976: Așteptând-o pe Sheila ("Waiting for Sheila");
- 1985: Acele zile de aur ("These Golden Days").

## Ecranizări
- 1959 Drumul spre înalta societate - regizor: Jack Clayton
- 1965 Viața în înalta societate – regizor: Ted Kotcheff
- 2005 The Jealous God - regizor: Steven Woodcock